# Óscar Cerruto
Óscar Cerruto Collier (La Paz, 13 de junio de 1912 - La Paz, 10 de abril de 1981) fue un poeta, escritor, periodista y diplomático boliviano. 
Colaboró en varios periódicos de Bolivia y también trabajó en la cancillería. Luego, diplomático y ulteriormente, embajador en Uruguay en 1965. Considerado como uno de los más grandes poetas bolivianos y uno de los cinco más importantes escritores bolivianos del siglo XX, Óscar Cerruto es el reconocido autor de una de las novelas sociales más importantes de la historia boliviana, Aluvión de fuego. Su trabajo incluye poesía, ensayos, crítica literaria, artículos periodísticos y estudios de gramática española.

## Primeros años
Nació en La Paz el 13 de junio de 1912, en una familia conservadora de origen italiano e inglés. Su padre fue Andrés Cerruto Durand, boliviano, socio de la fábrica de zapatos Zamora; su madre, Lelia Maggie Collier, artista y pianista nacida en Inglaterra.
Su educación preescolar la comenzó en el colegio Sagrados Corazones, en 1918 sabiendo ya leer ingresa a la primaria en el colegio Agustín Aspiazu. En 1924 ingresa al ciclo de educación secundaria en el colegio nacional San Simón de Ayacucho.
Escribió su primer poema a la edad de 8 años, trataba de un perro atropellado por un automóvil. Le mostró el poema a su padre, a quien no le gustó. Óscar Cerruto no volvió a escribir hasta sus 14 años.
Óscar Cerruto tuvo 8 hermanos, Luis, Elena, Alicia, Aida, Tito, Guillermo, Otilia y la menor Elsa, que aún vive.

### Cerruto y la política
En la secundaria era un muchacho tímido y siempre cabizbajo, pero ya un ávido lector. A los 14 años se iría a vivir con Lilly Collier de Conley, su tía, esposa de un empleado británico de la compañía ferroviaria boliviana. Fue ella quien inició al muchacho en el mundo de la Literatura Clásica, tanto española como inglesa. Cerruto se familiarizó entonces con las obras de Charles Dickens, Oscar Wilde, Lord Byron, Miguel de Cervantes y Gustavo Adolfo Bécquer. Sus primeros poemas trataban sobre la desigualdad social que sufría la clase trabajadora de Bolivia.
Ya en 1926, a la edad de 15 años, comenzó a trabajar en Bandera Roja, escribía artículos en contra del gobierno y la iglesia católica. El impacto del periódico fue tal que el gobierno se propuso cerrarlo y enviar a prisión a los responsables. Cerruto apenas escapó. Este mismo año se inició en la política boliviana, ya no solo como columnista, sino también como activista. Publicaba poemas en La Razón y sus ideas, acaso demasiado innovadoras, fueron criticadas por el conocido escritor boliviano Carlos Cornejo; muchos escritores e intelectuales bolivianos entraron en la discusión, algunos apoyaban a Cornejo, pero fueron más los que apoyaron a Cerruto.

### Inicios de su carrera literaria
Influido por el marxismo, el activista Cerruto fue enviado a la cárcel acusado de conspiración contra la seguridad del estado en 1928. 
En 1930 terminó la escuela y se matriculó en la Facultad de Derecho, tal como su padre deseaba. Cuando su padre murió, el mismo año, Cerruto abandonó la Facultad de Derecho; continuó publicando poemas, cuentos cortos y artículos sobre Literatura en La Razón y El Diario (Bolivia). En 1931 su hermano Luis Heriberto Cerruto se suicidó. En ese mismo año Cerruto trabajó en la Diplomacia boliviana y fue destinado a Arica, Chile. Allí ganó un certamen literario que le abrió las puertas al ambiente intelectual chileno, donde entabló nuevas amistades con Vicente Huidobro y Pablo Neruda.
En 1932 Bolivia y Paraguay estaban en guerra en la región de El Chaco boliviano. Cerruto fue llamado a filas, pero no llegó a ir porque fue designado cónsul de Bolivia en Arica. La guerra del Chaco duró hasta 1935, tiempo en el que Cerruto escribía Aluvión de fuego, hoy considerada la novela de guerra más importante de Bolivia[cita requerida]. Fue publicada en Chile el año 1935, narra el drama boliviano durante la Guerra del Chaco entre ideas marxistas y socialistas, mostrando así no solo una, sino dos guerras: una entre Bolivia y Paraguay y la otra en contra de los indígenas bolivianos, la clase obrera y los intelectuales de izquierda.
Vivió en Santiago hasta 1937, año en el que se mudó a Buenos Aires y trabajó en La Nación. Desde 1942 hasta 1946 trabajó en la embajada boliviana de Argentina, durante su estancia en el país tanto su pensamiento político como literario cambiaron radicalmente, tanto así, que muchos de sus cuentos publicados en Buenos Aires tratan sobre cotidianidades de la clase alta boliviana. En este periodo también conoció a prominentes intelectuales e importantes escritores contemporáneos entre los cuales se pueden mencionar a Ramón Gómez de la Serna, Eduardo Mallea, Pedro Henríquez Ureña y Alfredo Cahn.

### La vuelta a Bolivia
En 1946 Cerruto vuelve a Bolivia aún trabajando con la diplomacia boliviana. Se casó con Marina Luna de Orozco en 1950. De 1952 a 1957 Cerruto dirige el periódico El Diario de La Paz. En estos años Cerruto se dedica más a escribir cuentos, además de seguir escribiendo poesía. Publica Cifra de las rosas y siete cantares en 1957, dedicado a su recién nacida hija, Madeleine. Cerco de penumbras y Patria de sal cautiva son publicados en 1958. 
La nueva visión de la realidad está muy vinculada a su idea del lenguaje. Cerruto, en su poesía, explícitamente manifiesta que el lenguaje no es una simple herramienta de representación, sino más importante aún, es una herramienta de investigación de la realidad. Quizá es esta la mejor explicación a su obsesión de perfeccionar el lenguaje, ya lo había dicho antes al afirmar que su escritura era una constante lucha por la palabra no intercambiable.

### Últimos años
Diecisiete años pasaron hasta que Cerruto publicó su segundo libro importante de poesía, Estrella segregada, publicado en Buenos Aires en 1975. Durante estos años, Cerruto se convirtió en un escritor reconocido tanto a nivel nacional como a nivel internacional. En 1960 viajó a Washington para hacer una grabación de su poesía. En 1963, el gobierno italiano le otorgó una distinción cultural, en 1969, el gobierno boliviano le entregó la Medalla al Mérito por su contribución a la cultura boliviana y en 1972, el gobierno venezolano le otorgó la Medalla Andrés Bello de Cultura. En estos años ocupó importantes cargos en el Servicio de Relaciones Exteriores de Bolivia. De 1966 a 1968 fue nombrado Embajador de Bolivia en Uruguay. De 1958 a 1961 se desempeñó como director del diario Última Hora en La Paz.
La publicación de Estrella segregada es un hito en su producción poética. La mayoría de la recepción crítica de su obra se ha dedicado a este libro (Antezana 1986, Wiethüchter). Esto no es sorprendente, dado el texto cuidadosamente elaborado, así como el pleno desarrollo de su visión de la realidad boliviana. El título del libro se refiere al Illimani, la montaña andina que guarda la ciudad de La Paz. Para Cerruto la montaña es un dios caído, un tema separado de su comunidad. Como en Patria de sal cautiva, Cerruro ve la pérdida de importancia social y comunitaria como grabado en el paisaje de la ciudad, valle, las calles, las colinas, el pueblo. Describe esta falta de sentido social como la degradación de los valores morales y las creencias originadas por el predominio del poder político corrupto en la vida de la ciudad. Incluso el lenguaje parece estar contaminada por la condición enferma de lo social, la falta de certeza y verdad, señala Cerruto en El pozo verbal.
En 1973 fue elegido miembro de la Academia Boliviana de la Lengua. De 1968 a 1976 se despidió de su carrera diplomática y dedicó su tiempo a la lectura y la escritura. Durante estos años escribió Estrella segregada y Reverso de la transparencia.
En 1976 retomó su trabajo en el Servicio Exterior y fundó la Academia de Diplomacia de la Secretaría de Relaciones Exteriores, institución que dirigió hasta 1980.
Después de publicar Reverso de la transparencia Cerruto no escribió más poesía. El último poema de este libro es un diálogo con la muerte. Seis años más tarde enfermó y, mientras era operado, murió el 10 de abril de 1981.

## Narrativa
- "Un cuento", "Relato sintético de un amor descolorido". La Razón (1927)
- Aluvión de fuego (Santiago, 1935), novela.
- "La evasión", "El baile", "El tesoro", "El testamento desaparecido", "La muerte del seño Müller". Mundo Argentino (1937-1939)
- "Salita chiche, se alquila", "La maquinita de hacer helados". Patoruzú (1940)
- "El rescate de la felicidad", "Magia del kollao", "Profundidades del Altiplano"
- "El alimento profético". Todo: el mundo a través del pensamiento (Buenos Aires, 1947)
- "La estrella de agua", "Navidad en la tierra". La Razón (1949-1950)
- Cerco de penumbras (La Paz, 1958), cuentos.
- "Conversaciones con Borges". Presencia literaria (1979)
- La muerte mágica[4] (La Paz, 1988), póstumo.
- De las profundas barrancas suben los sueños Última Hora, (La Paz, 1996)

### Poesía
- Cifra de las rosas y siete cantares (La Paz, 1957)
- Patria de sal cautiva (Buenos Aires, 1958)
- Estrella segregada (Buenos Aires, 1975)
- Reverso de la transparencia (Buenos Aires, 1975)
- Cántico traspasado. Obras poética (La Paz, 1975)
- Poesía (Madrid, 1985)

### Ensayos y Estudios
- Enciclopedia gramatical del idioma castellano (Buenos Aires, 1942)
- "Semántica de la novela". Presencia literaria (1964)
- "Avatares del personaje" Presencia literaria (1964)
- "Artículos, crítica, apuntes" Plural editores (2018)